# Daniel Keilwitz

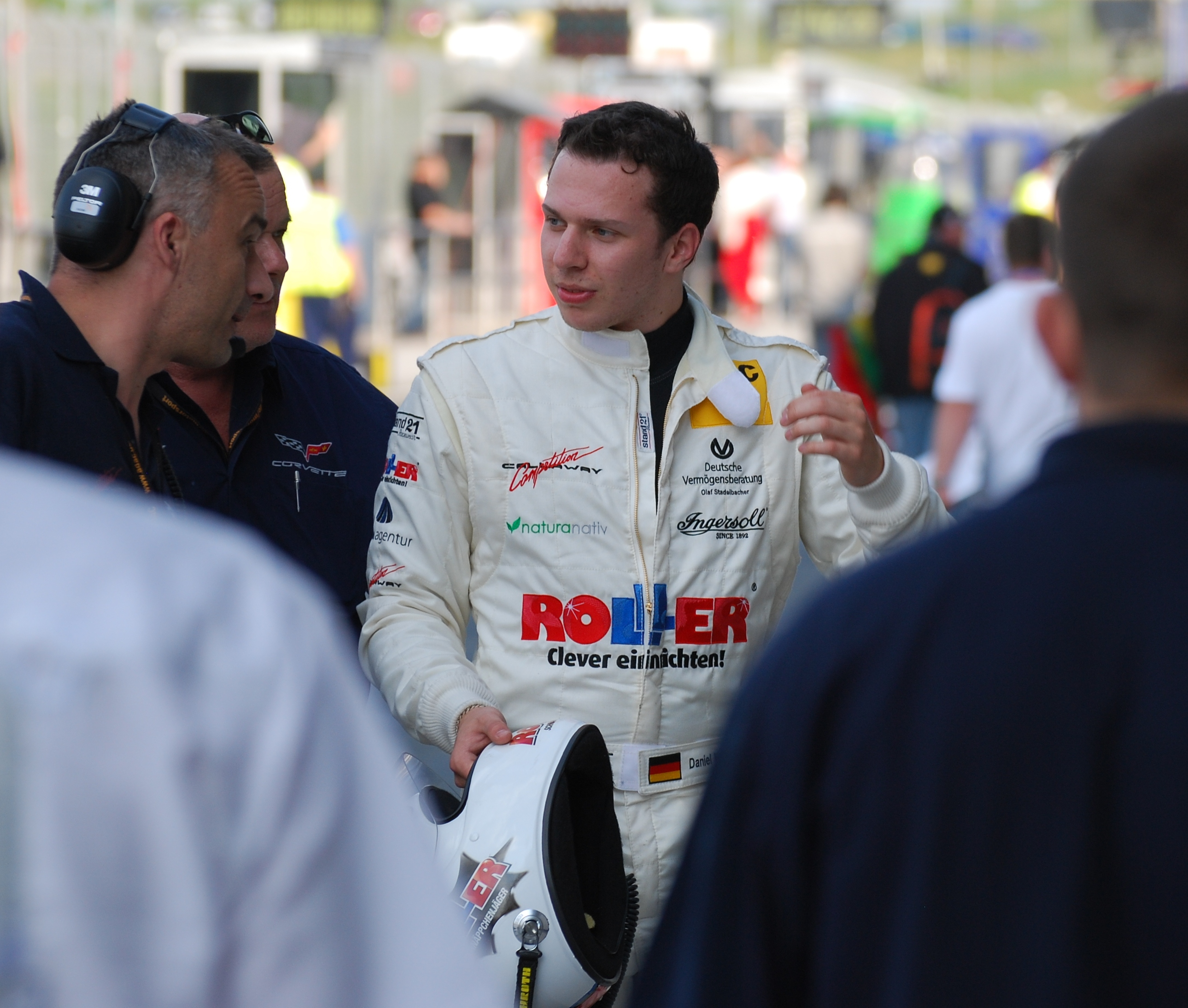
Daniel Keilwitz im Gespräch mit Teammitgliedern bei den ADAC GT Masters in Oschersleben 2011

Daniel Keilwitz (* 3. August 1989 in Villingen-Schwenningen) ist ein deutscher Automobilrennfahrer.

## Karriere
Keilwitz startete von 2007 bis 2009 in der MINI Challenge und beendete die Saison 2007 auf Position elf, die Saison 2008 und 2009 jeweils auf der fünften Position. 2009 feierte Daniel bei seinem Gastauftritt in der ADAC GT Masters auf dem Lausitzring einen Podestplatz mit seinem Ascari. 2010 fuhr er eine Corvette von Callaway Competition in der FIA-GT3-Europameisterschaft und beendete sein Debütjahr als Europameister. Er erzielte 183 von 300 möglichen Punkten sowie 8 Podiumsplätzen bei 12 Rennen. In Silverstone, Le Castellet und in Portimão feierte er zusammen mit Christian Hohenadel insgesamt 4 Rennsiege. In der Saison 2011 fährt Keilwitz seine erste komplette Saison in der ADAC GT Masters. An der Seite von Diego Alessi pilotiert er eine Corvette Z06.R GT3 von Callaway Competition. Zu seinen Teamkollegen gehören Heinz-Harald Frentzen und Sven Hannawald, die sich beide eine Corvette teilen. Beim Saisonauftakt in Oschersleben belegten Daniel Keilwitz und Diego Alessi gemeinsam die Plätze zwei (1. Rennen) und vier (2. Rennen). Ein sechster Platz auf dem Nürburgring folgte. Beim Rennwochenende am EuroSpeedway Lausitz belegten Keilwitz und Alessi im Samstagsrennen Platz zwei. Beim Sonntagsrennen erzielte er seine erste Pole-Position. Im Rennen schied nach einer Startkollision aus. Nach dem zwölften Rennen belegten Keilwitz und Alessi den elften Platz der Gesamtwertung. Darüber hinaus nahm Keilwitz 2011 am 24-Stunden-Rennen auf dem Nürburgring teil. Zusammen mit Tobias Guttroff, Yannick Fübrich und Joachim Kiesch pilotiert er die Corvette C6 GT4 auf den 23. Platz der Gesamtwertung sowie auf Platz 2 der SP8-Klasse.
Die Saison 2018 ist die bisher letzte Saison der 'Erfolgsgeschichte' Keilwitz und Callaway Competition. Den 'Dampfhammer' mit der Nr. 1 teilt sich Daniel Keilwitz mit Marvin Kirchhöfer. Am Ende der Saison stehen sie mit der Corvette C7 GT3-R auf Platz 2 in der Gesamtwertung mit 3 Einzelsiegen auf dem Red Bull Ring sowie beim 1. Lauf am Hockenheimring.
PROpeak Performance setzt 2019 zwei Aston Martin Vantage AMR GT3 in der ADAC GT Masters ein. Daniel Keilwitz pilotiert die Startnummer 99 an den ersten vier Rennwochenenden in Oschersleben, Most, Red Bull Ring und Zandvoort mit Maxime Martin und Ezequiel Pérez Companc. Die Rennen am Hockenheimring und das Finale am Sachsenring bestreitet Keilwitz auf einem Mercedes-AMG GT3 Evo von Team Zakspeed BKK Mobil Oil Racing.
Die ersten Rennen der Saison 2020 der ADAC GT Masters bestreitet Keilwitz an der Seite von Jimmy Eriksson auf dem Mercedes-AMG GT3 Evo mit der Nummer 21 von Team Zakspeed BKK Mobil Oil Racing.
In der Saison 2021 pilotiert Daniel Keilwitz zusammen mit Sebastian Asch einen Audi R8 LMS, welcher von Aust Motorsport eingesetzt wird.

## Statistik

### Karrierestationen
- 2000–2004: Kartsport
- 2005: Deutsche Produktionswagen Meisterschaft (Platz 10)
- 2006: ADAC Procar (Platz 2)
- 2007: MINI Challenge (Platz 11)
- 2008: Mini Challenge (Platz 5)
- 2009: Mini Challenge (Platz 5)[4]
- 2010: FIA-GT3-Europameisterschaft (Meister)
- 2011: ADAC GT Masters (Platz 26)
- 2012: ADAC GT Masters 2. Platz (Vizemeister)[5]
- 2013: ADAC GT Masters 1. Platz (Meister)[6]
- 2014: ADAC GT Masters 3. Platz[7]
- 2015: ADAC GT Masters 7. Platz[8]
- 2016: ADAC GT Masters 3. Platz[9]
- 2017: ADAC GT Masters 2. Platz[10]
- 2018: ADAC GT Masters 3. Platz[11]
- 2019: ADAC GT Masters
- 2020: ADAC GT Masters
- 2021: ADAC GT Masters